# 齋藤鶴吉
齋藤 鶴吉（さいとうつるきち、1933年1月 - ）は日本のチェロ奏者（チェリスト）、音楽家、音楽活動家。NHK交響楽団団友、横浜室内楽協会代表、一般社団法人横浜音楽文化協会特別顧問。妻は横浜市助役を務めた齋藤龍。

## 来歴
東京に三兄弟の末子として生まれる。長野県大町高等学校を卒業。
9歳年長の次兄で作曲家の筆名斎藤高順（本名齋藤孝順）の影響でチェロを始め、堀内静雄、広田幸夫、吉田貴壽、小沢弘に師事。
1957年に東京芸術大学音楽学部器楽科を卒業。海野義雄らと、アカデミー弦楽四重奏団を結成。絶大な人気を博し全国で華々しい演奏活動を行う。
1958年、東京芸術大学音楽学部音楽専攻科修了。旧姓渡邊龍と結婚。横浜市磯子区に居住を始める。NHK交響楽団に入団。併行して、アルス弦楽四重奏団、オルビス弦楽四重奏団、古典音楽協会、のチェリストとして活動。
1978年、地元横浜に根ざした演奏活動を志向し、植村泰一、齋藤龍と　横浜室内楽協会を設立する。「横浜室内楽シリーズ」横浜美術館に於ける「東西の風シリーズ」など33回のコンサートに対し、1991年に、第40回　横浜文化賞を横浜室内楽協会として受賞した。
プロデュースと演奏において、1980年頃から2000年頃にかけて、横浜市磯子区主催「N響メンバーによる磯子コンサート」全20回、NHK横浜放送局「NHK横浜室内楽」のプロデュースと演奏、近郊都市や地域における「N響メンバーによるコンサート」のために、地域での活動をおこなった。
1988年、横浜音楽文化協会を設立。初代会長に山田一雄を迎える。
1989年、NHK交響楽団を定年（55歳）で退職。
1993年、横浜音楽文化協会会長に就任。「ヨコハマ・ワーグナー祭」「よこはまマリンコンサート」など継続事業の基礎をつくる。
昭和音楽大学、尚美学園大学　及び　尚美ミュージックカレッジ専門学校　の前身「尚美高等音楽学院」「尚美音楽短期大学」「東京コンセルヴァトアール尚美」「尚美学園短期大学」「専門学校 東京コンセルヴァトアール尚美」「専門学校東京ミュージック＆メディアアーツ尚美」講師を務めた。
このほか、全日本高等学校吹奏楽大会in横浜（第1回 - 第6回）や、東京国際ギターコンクール、日本ハープコンクールの審査員（ハープコンクールについては審査委員長も）を務めた。

## 特製チェロ
イタリアの弦楽器名工　マリノ・カピキオーニに、恩師の吉田貴壽を介して特注、直接書簡を交わしながら、1960年に齋藤のためのチェロが製作された。

## CD
- 『齋藤鶴吉チェロリサイタル　典雅なるバロックの調べ』（チェンバロ共演：ローラン・テシュネ） 横浜室内楽協会、1999年
- 『ララバイ　〜チェロとハープ愛奏曲集』（ハープ共演：斎藤葉（長女）FONTEC、2004年 (FOCD20042)